# 14 février dans les chemins de fer
14 janvier 14 mars
Chronologies thématiques
- Croisades
- Sports
- Disney

Cette page concerne les événements qui se sont déroulés un 14 février dans les chemins de fer.

## Événements

### XXesiècle
- 1996. Viêt Nam : rétablissement de la liaison ferroviaire internationale Hanoï-Pékin (2792 km), interrompue depuis 1979 pour des raisons politiques.

## Naissances
- 1800, France : naissance de Stéphane Mony à Paris.